# Owen et Mzee
 (mars 2024).
Si vous disposez d'ouvrages ou d'articles de référence ou si vous connaissez des sites web de qualité traitant du thème abordé ici, merci de compléter l'article en donnant les références utiles à sa vérifiabilité et en les liant à la section « Notes et références ».
 (mars 2024).
- Si vous ne connaissez pas le sujet, laissez ce bandeau (vous pouvez alors contacter les auteurs).
- Si vous supprimez le contenu mis en cause (vous pouvez préalablement contacter les auteurs),

argumentez précisément cette suppression dans la page de discussion
(un manque de référence n'est pas un argument ; une recherche réelle de référence doit avoir été effectuée, être formellement documentée).
Pour les articles homonymes, voir Owen et Mzee.

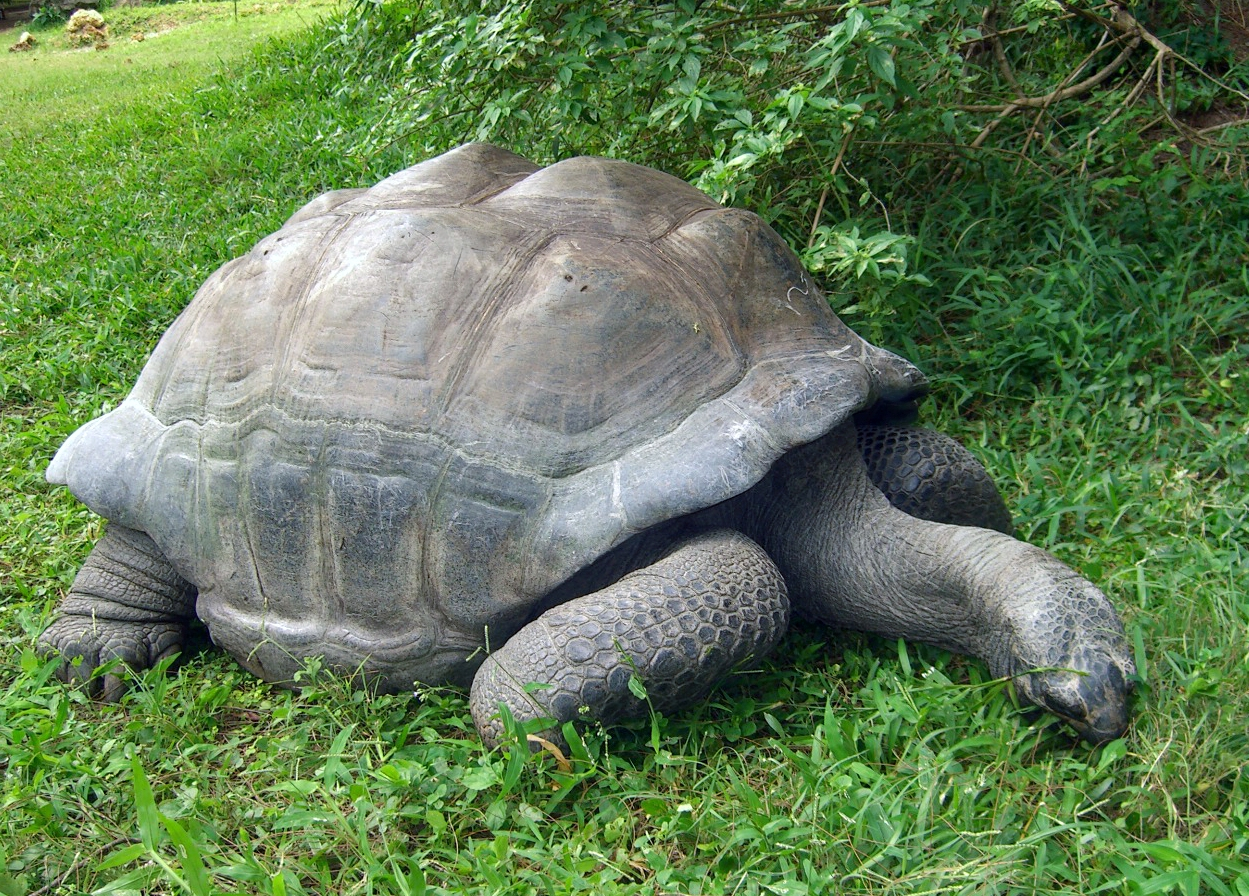
Mzee, la tortue géante des Seychelles

Owen et Mzee sont un hippopotame et une tortue géante des Seychelles qui ont formé, à la suite du tsunami de 2004, un lien d'amitié unique au monde.

## Histoire
Owen, un bébé hippopotame, est devenu orphelin lorsque des pluies diluviennes, la veille du tsunami consécutif au tremblement de terre du 26 décembre 2004, l'ont transporté depuis l'embouchure de la rivière Sabaki. Le tsunami a frappé les côtes du Kenya, près de Malindi, enlisant ainsi le bébé sur la plage de l'océan indien. Pesant 600 livres, il a fallu l'aide de plusieurs villageois pour le sauver de la vase littorale. Son nom provient d'un volontaire français, nommé Owen Saubion, qui a participé à l'effort de sauvetage.
Par la suite, Owen a été amené près de Mombasa, au parc Haller, une ancienne carrière restaurée par les soins de Bamburi Cement, une filiale de Lafarge, et devenue un parc zoologique où les animaux évoluent en liberté. Le jeune hippopotame s'est retrouvé dans un grand espace boisé abritant une mare et un habitant, Mzee (mot swahili signifiant « vieux » mais souvent employé de façon affectueuse), une vieille tortue de 130 ans pesant 700 livres.
Owen s'est immédiatement pris d'affection pour Mzee, qui l'a rejeté au départ. Dès le lendemain matin, et dans les jours qui suivirent, il a fini par l'accepter comme compagnon. À l'instar d'un père, il lui a appris quoi manger et où dormir.
Pendant la première année, ils sont devenus inséparables, mangeant, nageant, dormant et jouant ensemble. Ils ont surpris les scientifiques par l'intensité de leur attachement réciproque et de leur communication, qui est unique. Cette relation est d'autant plus étonnante que les tortues géantes des Seychelles n'élèvent pas leurs propres petits et n'ont aucune sociabilité en dehors des brefs accouplements. 
Devenu trop gros pour être laissé en liberté dans le parc, Owen dispose de son propre espace à l'écart des touristes[Depuis quand ?], où Mzee vient encore le visiter de temps en temps.

## Médiatisation
Photographiés et filmés par Peter Greste de la BBC, ils sont devenus des célébrités mondiales. En février 2006 est paru un livre avec photos, Owen et Mzee : L'Histoire vraie d'une amitié incroyable de Isabella Hatkoff, Craig Hatkoff et Paula Kahumbu  (ISBN 0-439-94059-1). Il s'est immédiatement classé n°5 sur le New York Times Best Seller list. En mars, il est, pendant trois semaines consécutives, en première position dans sa catégorie.